# Mads Fuglsang
Mads Fuglsang (11. december 1905 på Fyn – 1988) var en dansk forfatter.
Fuglsang debuterede i 1975 med første del af den selvbiografiske trilogi Bondedreng på valsen, der blev komplet i 1978. Heri skildrer han sin opvækst under fattige kår og tilværelsen som løsarbejder i byen og på landet samt senere i udlandet. Trilogien blev et hovedværk i 1970'ernes danske arbejderlitteratur.